# Merycopotamus
Merycopotamus ist eine Gattung ausgestorbener Säugetiere aus der Gruppe der Anthracotheriidae. Merycopotamus lebte vom späten Miozän bis zum frühen Pliozän. 

## Merkmale
Merycopotamus war ein mittelgroßer Anthracotheriide. Die Gattung ist den modernen Flusspferden so ähnlich, dass Fossilien aus dem Pliozän von Pakistan ursprünglich als Hippopotamus beschrieben wurden. Ähnlich wie bei den Flusspferden weist der sehr tiefe Unterkiefer am Kieferwinkel einen auffälligen Vorsprung auf. Die oberen und unteren Eckzähne und die außen stehenden unteren Schneidezähne sind vergrößert, bei den Männchen mehr als bei den Weibchen. 

## Systematik
Die Anthracotheriidae sind wahrscheinlich die Ursprungsgruppe der Flusspferde. Merycopotamus gehörte zur Unterfamilie der Bothriodontinae, zu der die fortschrittlichsten Anthracotheriiden gehören. Möglicherweise muss Merycopotamus schon zu den Hippopotamidae gerechnet werden.

## Arten
Bisher sind vier Arten beschrieben worden:
- Merycopotamus anisae
- Merycopotamus nanus
- Merycopotamus medioximus
- Merycopotamus dissimilis (Typusart)